# Break O’Day Council

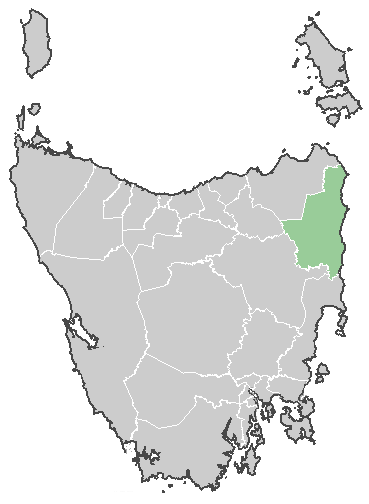
Break O’Day Council na mapie Tasmanii

Break O’Day Council – obszar samorządu lokalnego (ang. local government area) położony we wschodniej części Tasmanii. Siedziba Rady samorządu zlokalizowana jest w mieście St Helens, inne większe miasta to: St Marys, Scamander, Beaumaris i Fingal.
Powierzchnia samorządu wynosi 3809,8 km². Zamieszkują go 6194 osoby.
W celu identyfikacji samorządu Australian Bureau of Statistics wprowadziło czterocyfrowy kod dla gminy Break O’Day – 0210.